# Сан-Фйор
Сан-Фйор (італ. San Fior, вен. San Fior) — муніципалітет в Італії, у регіоні Венето, провінція Тревізо.
Сан-Фйор розташований на відстані близько 450 км на північ від Рима, 55 км на північ від Венеції, 30 км на північ від Тревізо.
Населення — 6993 особи (2014).
Покровитель — святий Іван Хреститель.

## Демографія
Населення за роками:

Станом на 1 січня 2023 року в муніципалітеті офіційно проживали 572 іноземці з 47 країн, серед них 124 громадяни країн Євросоюзу та 30 громадян України.

## Сусідні муніципалітети
- Кодоньє
- Колле-Умберто
- Конельяно
- Годега-ді-Сант'Урбано
- Сан-Вендем'яно